# Ochrilidia pruinosa
Ochrilidia pruinosa är en insektsart som beskrevs av Brunner von Wattenwyl 1882. Ochrilidia pruinosa ingår i släktet Ochrilidia och familjen gräshoppor. Inga underarter finns listade i Catalogue of Life.